# エスタディオ・デ・バライードス
エスタディオ・デ・バライードス（Estadio de Balaídos）は、スペイン・ガリシア州ビーゴにあるサッカー専用スタジアム。セルタ・デ・ビーゴのホームスタジアムでもある。
2018年6月4日、ア・コルーニャ県を拠点とする銀行のアバンカ社がスタジアムの命名権を購入し、アバンカ＝バライードス (Abanca)と命名された。

## 概要
1928年12月30日から使用され、29,000人を収容できる。1982年には、母国開催となった1982 FIFAワールドカップの国内会場17つのうちの1つに選ばれ、3試合が行われた。
2015年6月8日、ポンテベドラ県長とビーゴ市長がスタジアムの改修工事に伴う融資契約を交わし、セルタは改修資金となる2,970万ユーロを得た。

## 開催された主な試合
- 1982 FIFAワールドカップ

| 日付          | ホームチーム | 結果 | アウェーチーム | ラウンド  |
| ------------- | ------------ | ---- | -------------- | --------- |
| 1982年6月14日 | イタリア     | 0-0  | ポーランド     | グループ1 |
| 1982年6月18日 | イタリア     | 1-1  | ペルー         | グループ1 |
| 1982年6月23日 | イタリア     | 1-1  | カメルーン     | グループ1 |

## ギャラリー

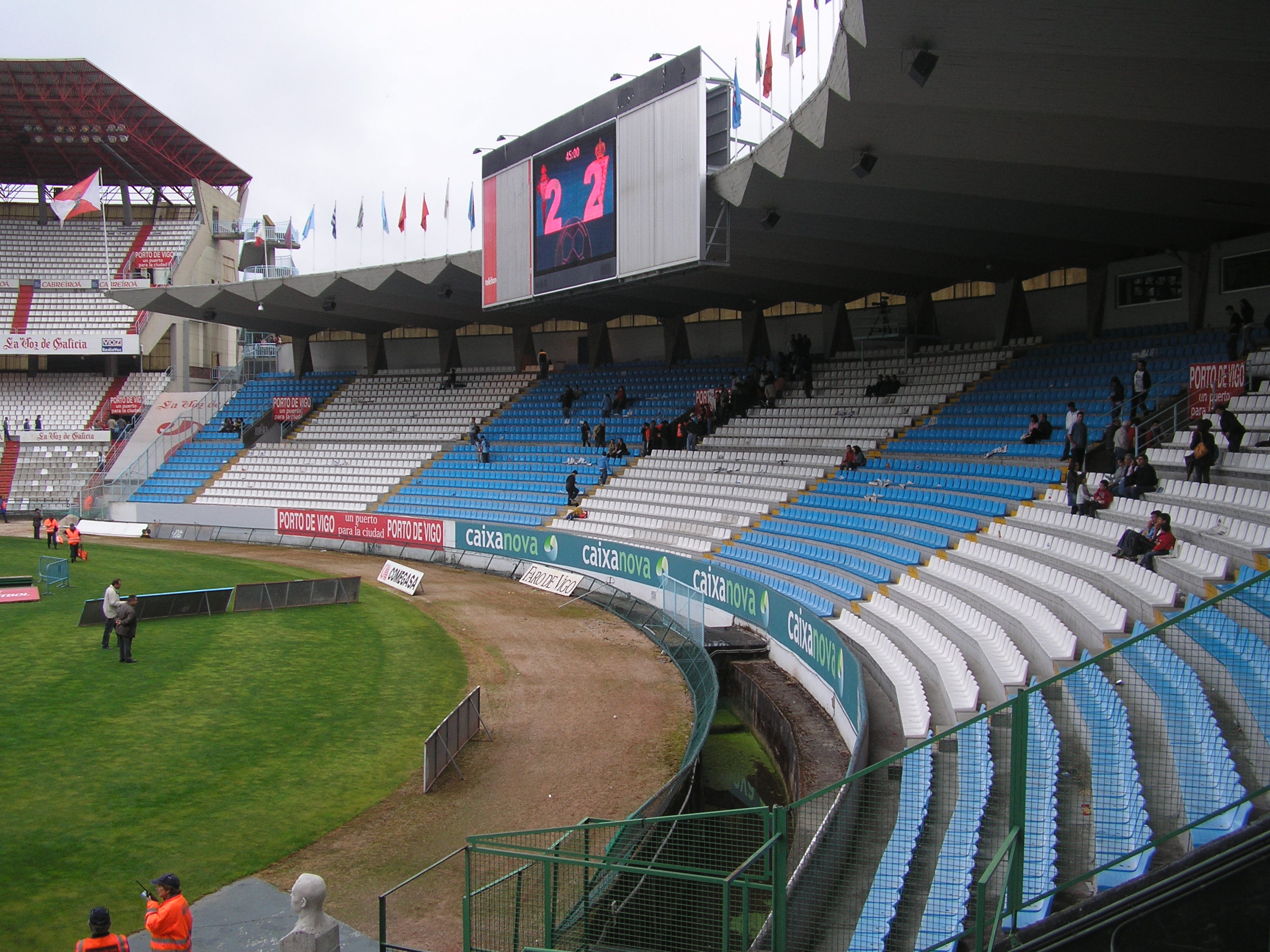
ゴール裏西スタンド
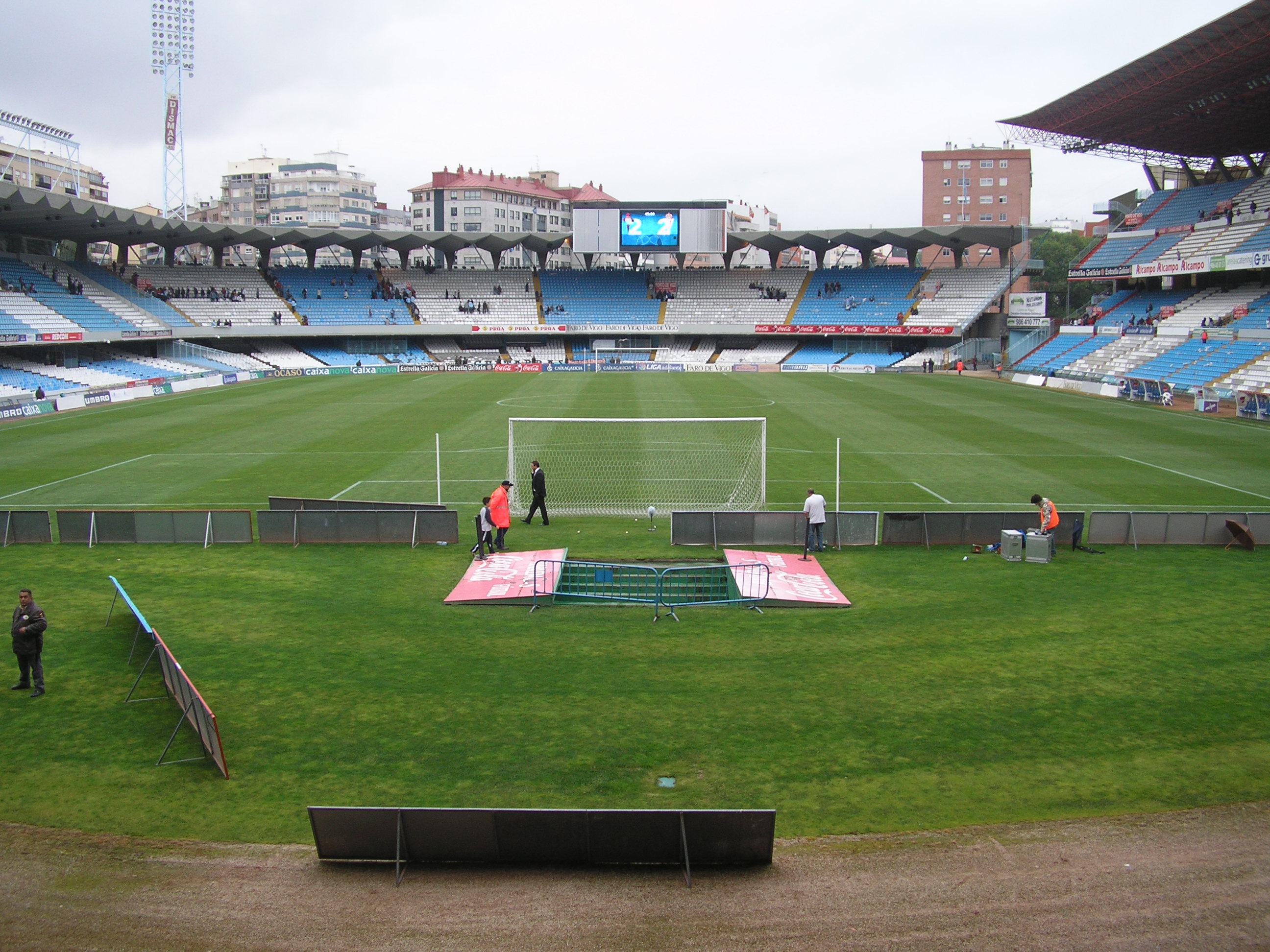
ゴール裏からの眺め
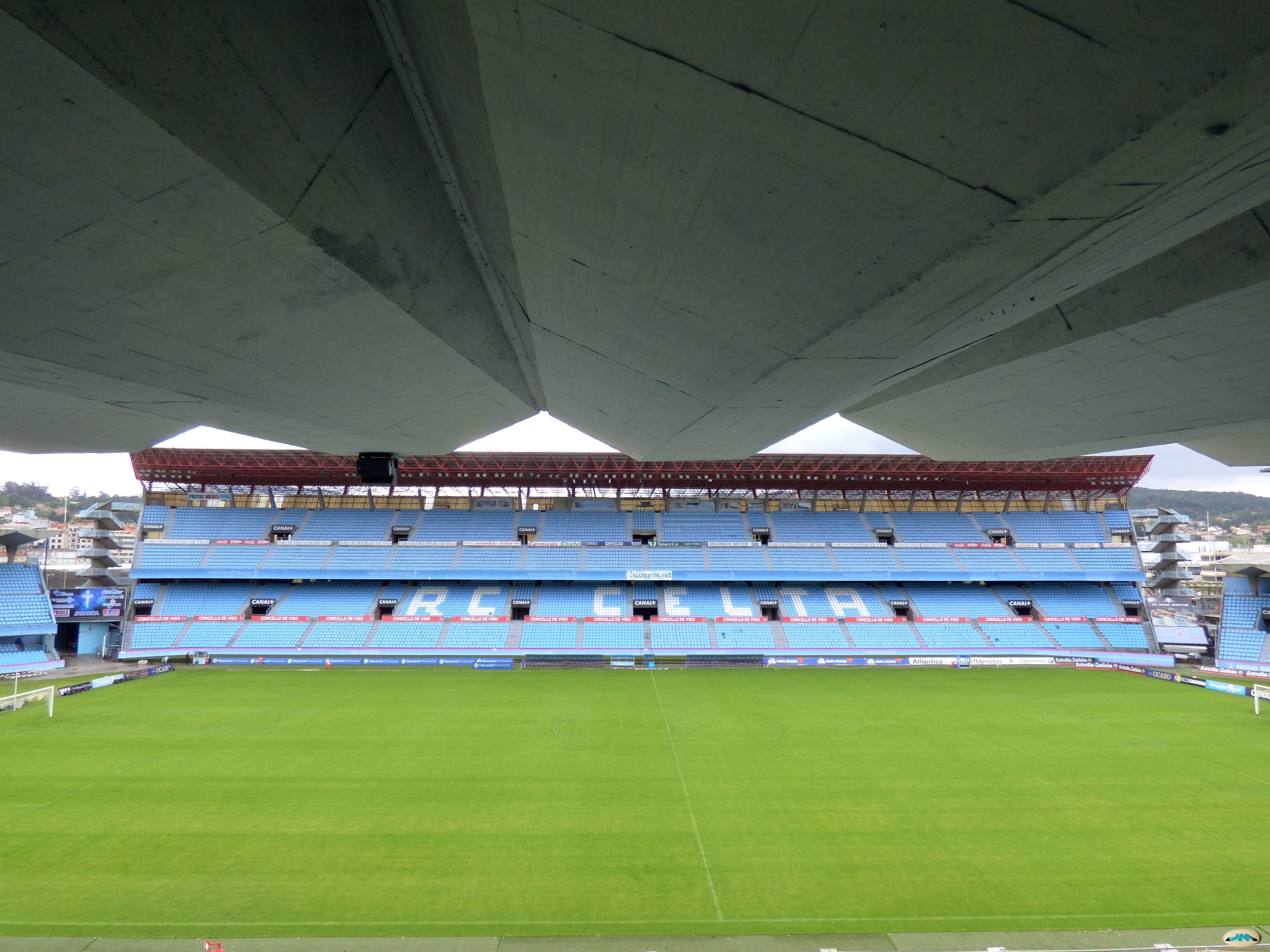
メインスタンドからの眺め
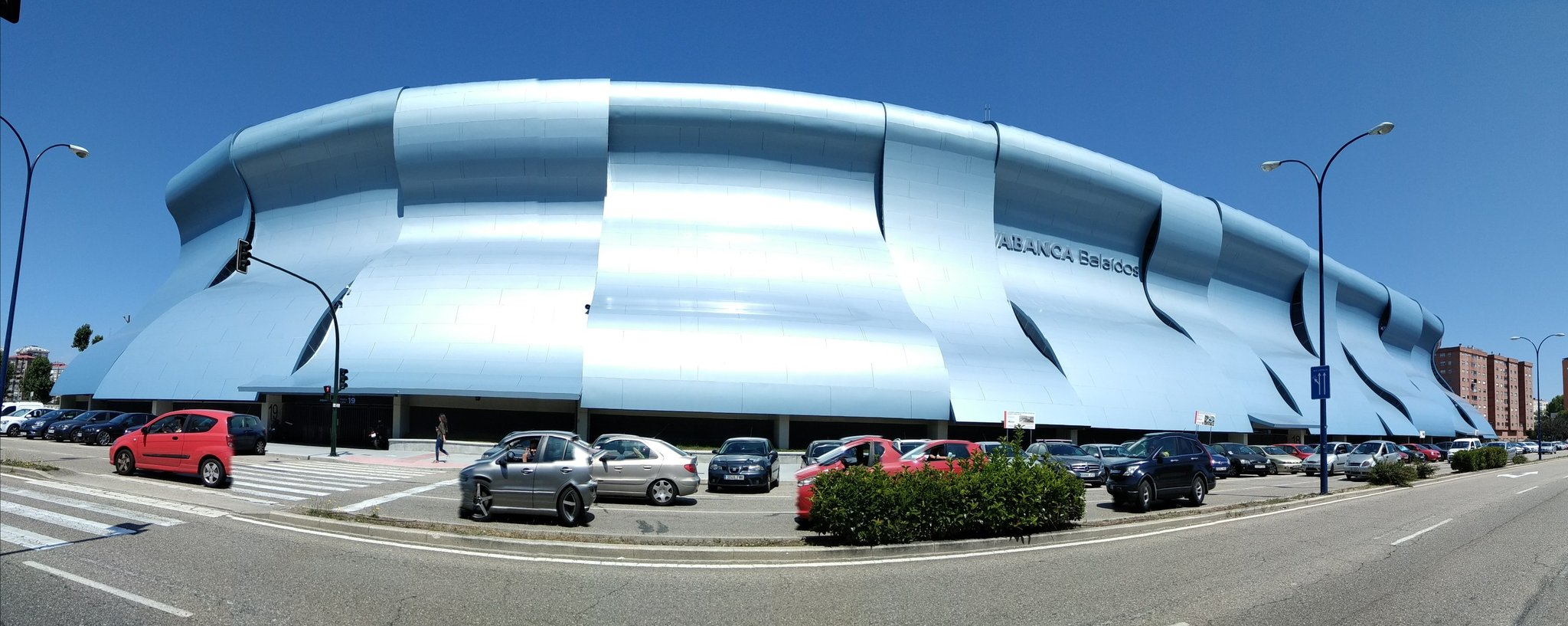
改修後のメインスタンド外観 (南側)